# گتسبی بزرگ (فیلم ۱۹۲۶)
گتسبی بزرگ (انگلیسی: The Great Gatsby) یک فیلم صامت درام آمریکایی محصول سال ۱۹۲۶ به کارگردانی هربرت برنون بود. این فیلم نخستین اقتباس سینمایی از رمان سال ۱۹۲۵ به همین نام، نوشتهٔ اف. اسکات فیتزجرالد است. وارنر بکستر در نقش جی گتسبی، لوئیس ویلسون در نقش دیزی بوکنن و نیل همیلتون در نقش نیک کاراوی بازی کردند. این فیلم توسط شرکت فیماس پلیرز-لسکی تهیه و از سوی پارامونت پیکچرز توزیع شد.
امروزه فیلم گتسبی بزرگ یک فیلم گمشده به‌شمار می‌آید. تریلر تبلیغاتی قدیمی‌ای از این فیلم که شامل چند نما از آن است، هنوز باقی مانده‌است.

## خلاصه داستان
نیک کاراوی، مردی از غرب میانه، مجذوب زندگی پرزرق‌وبرق همسایه‌اش در لانگ آیلند، یعنی جی گتسبی می‌شود. اما دیری نمی‌پاید که نیک در پس ظاهر درخشان گتسبی، به پوچی زندگی تازه‌به‌دوران‌رسیدهاش پی می‌برد، جایی که وسواس، دیوانگی و تراژدی در انتظارند.
خط داستانی فیلم در چند مورد اساسی با رمان فیتزجرالد تفاوت دارد: دیزی زمانی از گتسبی رو‌برمی‌گرداند که می‌فهمد او یک قاچاقچی مشروب است، نه زمانی که او را وادار می‌کند بگوید هرگز تام را دوست نداشته‌است. دیزی همچنین تلاش می‌کند به‌صورت علنی اعتراف کند که میرتل ویلسون را کشته، اما موفق نمی‌شود. پیش از آنکه گتسبی به دست جرج ویلسون کشته شود، دیزی به‌همراه شوهرش، تام، نیویورک را ترک می‌کند و در نتیجه، از مرگ گتسبی بی‌خبر می‌ماند.
آخرین نمای فیلم، دیزی و شوهرش تام را نشان می‌دهد که در بی‌تفاوتی و بی‌مبالاتی خود عقب‌نشسته‌اند و با فرزندشان روی ایوان خانهٔ زیبایشان نشسته‌اند.

## بازیگران
لوئیس ویلسون در نقش دیزی بوکنن
نیل همیلتون در نقش نیک کاراوی
جورجیا هیل در نقش میرتل ویلسون
ویلیام پاول در نقش جرج ویلسون
هیل همیلتون در نقش تام بوکنن
کارملیتا جراتی در نقش جردن بیکر
جورج نش در نقش چارلز ولف
اریک بلور در نقش لرد دیگبی
گان‌بوت اسمیت در نقش برت
کلر ویتنی در نقش کاترین
کلود بروک (نقش بدون ذکر نام در عنوان‌بندی)

## تولید
فیلمنامهٔ این فیلم را بکی گاردینر و الیزابت میهان بر پایهٔ نسخهٔ نمایشی گتسبی بزرگ نوشتهٔ اوون دیویس نگاشتند. این نمایش به کارگردانی جورج کیوکر، در ۲ فوریه ۱۹۲۶ در تئاتر برادوی در تئاتر امباسادور افتتاح شد. کمی پس از اجرای نمایش، فیماس پلیرز-لسکی و پارامونت پیکچرز حقوق فیلم آن را به مبلغ ۴۵٬۰۰۰ دلار خریداری کردند.
کارگردان فیلم، هربرت برنن، گتسبی بزرگ را به‌عنوان سرگرمی سبک و عامه‌پسند طراحی کرد و به‌ویژه بر صحنه‌های مهمانی در عمارت گتسبی و جنبه‌های رسوایی‌آمیز آن‌ها تمرکز داشت. مدت زمان فیلم ۸۰ دقیقه بود، یا معادل ۷٬۲۹۶ فوت نگاتیو.